# Turmhof-Kunstgraben
Der Turmhof-Kunstgraben (auch Münzbacher Hüttengraben) war ein erzgebirgischer Kunstgraben aus der Frühzeit des Freiberger Bergbaus. Er führte Aufschlagwasser vom Münzbachtal den Gruben auf dem Turmhofer Gangzug im Freiberger Stadtteil Christiansdorf zu. Er wird als der älteste bekannte Kunstgraben in der Region angesehen.

## Verlauf

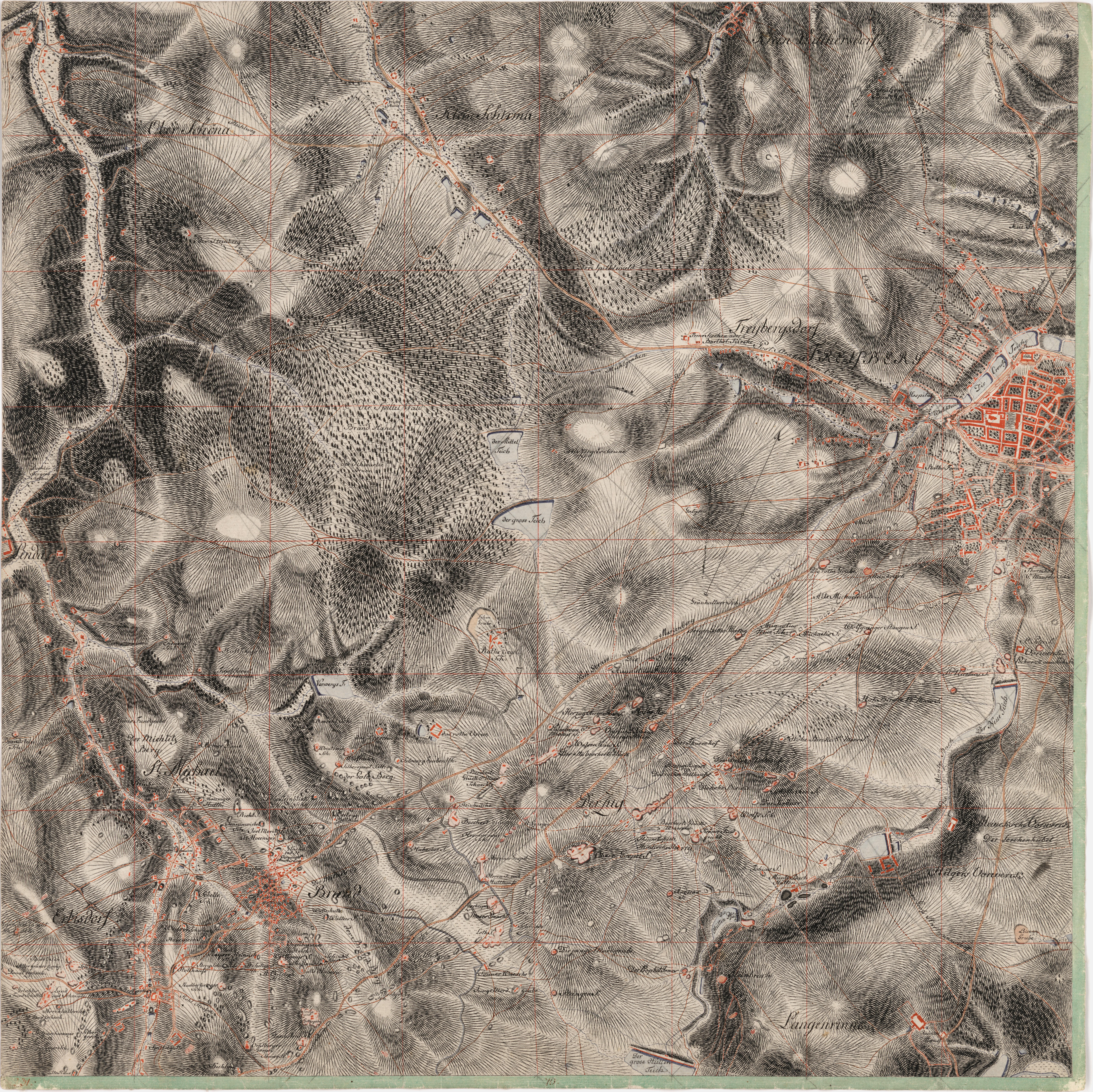
Verlauf des Grabens vom Berthelsdorfer Hüttenteich (Bildrandmitte unten) bis nach Freiberg (rechter Bildrand) auf einem Meilenblatt von 1786

Der Kunstgraben zweigte unterhalb des Berthelsdorfer Hüttenteichs vom Münzbach an dessen westlichem Ufer ab und durchfloss das Münzbachtal im Bereich der Ortslage Langenrinne in Richtung Freiberg. Nach dieser Abzweigung verlief die Wasserführung teilweise in einem auf Holzkonstruktionen ruhenden Gerinne.
Nahe der späteren Eisenbahnstrecke Dresden – Chemnitz befand sich seit 1682 ein Wasserreservoir, der bis 1839 existierende Neuteich (Kuhschachter Kunstteich), das mit dem Münzbach und dem Turmhof-Kunstgraben gleichzeitig in Verbindung stand. In geringer Entfernung zu diesem Teich stand die Kuhschachter Wäsche, die aus dem Turmhof-Kunstgraben ihr Wasser bezog.
Im Osten der historischen Altstadt erstreckte sich der Verlauf des Kunstgrabens bis zur Grube Turmhof untere 3. und 4. Maß. Dieser Grubenbereich benötigte Aufschlagwasser für seine Kunstgezeuge, um mittels seines Hebewerks die Grubenwässer auf das Niveau des Alten Tiefen Fürstenstollns zu bringen. Von hier lieferte der Kunstgraben das bis hier ungenutzte Wasser als Kuhschachter Kunstgraben weiter über den mit einem hölzernen Gerinne überspannten Roßplatz zum seit 1516 nachgewiesenen Kuhschacht mit einem später errichteten Wassergöpel (vor 1570) im Bereich des Wernerplatzes, wo eine Rösche das Wasser aufnahm. Der Abfluss erfolgte in diesem Gebiet schließlich über den seit 1470 bekannten Thurmhofer Stolln in den Tiefen Fürstenstolln, dessen Abzugsrösche im Tal der Freiberger Mulde bei Tuttendorf liegt.
Sein ehemaliger Verlauf im Freiberger Innenstadtgebiet ist bis in die Gegenwart durch den Straßenzug „Hinter der Stockmühle“ markiert. Die Fortsetzung des Kunstgrabens vom Turmhofer Grubenbereich war als Kuhschachter Kunstgraben benannt.

## Geschichte
Die als Alter Thurmhofer Kunstgraben bezeichnete Anlage ist um 1550 für die Wasserhaltungsanlagen der Turmhof-Gruben in Christiansdorf angelegt worden. Martin Planer veranlasste zwischen 1555 und 1564 leistungssteigernde Verbesserungen. Der Bergbau ließ hier im Jahre 1618 stark nach. Die besondere Bedeutung des Kunstgrabens in der Geschichte des Freiberger Bergbaus besteht darin, dass er die Wasserzufuhr für zahlreiche durch Martin Planer veranlasste technische Neuerungen in den wassergetriebenen Anlagen gewährleistete. Planer widmete sich in beispielhafter Weise der Entwicklung des Maschinenwesens und führte in den Turmhofgruben neue Methoden der Erzgewinnung ein.
Die zwischen 1568 und 1570 durch Martin Planer errichteten Kunstteiche oberhalb des Münzbachtales verbesserten über ihre Wasserzuleitung in den Berthelsdorfer Hüttenteich die Wasserführung des Turmhof-Kunstgrabens.